# Freycenet-la-Cuche
Freycenet-la-Cuche – miejscowość i gmina we Francji, w regionie Owernia-Rodan-Alpy, w departamencie Górna Loara.
Według danych na rok 1990 gminę zamieszkiwało 176 osób, a gęstość zaludnienia wynosiła 11 osób/km² (wśród 1310 gmin Owernii Freycenet-la-Cuche plasuje się na 672. miejscu pod względem liczby ludności, natomiast pod względem powierzchni na miejscu 597.).